# Trichomanes gardneri
Trichomanes gardneri är en hinnbräkenväxtart som beskrevs av V. d. Bosch. Trichomanes gardneri ingår i släktet Trichomanes och familjen Hymenophyllaceae. Inga underarter finns listade.